# Storia dell'Ospedalità italiana

## Le origini e il Medioevo

### Origini
Gli ospedali nacquero nell'Impero Romano d'Oriente (o bizantino) con la diffusione del Cristianesimo: non esisteva infatti un sistema organizzato di sanità pubblica nell'Antichità classica occidentale. I precursori degli ospedali in Occidente sono stati i templi egizi dedicati a Iside e Serapide e quelli greci dedicati ad Esculapio: questi templi erano presenti in antichità anche sulla penisola italica, ad esempio nel III secolo a.C.  sull'Isola Tiberina a Roma sorse un tempio dedicato ad Esculapio come risposta ad un'epidemia. Anche in Oriente sono attestate delle antiche strutture sanitarie, in particolare in India.

Il primo grande ospedale bizantino di cui si ha notizia risale al IV secolo e venne fondato da Basilio di Cesarea. Alcuni decenni dopo, intorno al 390, avvenne la fondazione del primo nosocomio a Roma ad opera della matrona Fabiola secondo quanto riportato da San Girolamo.

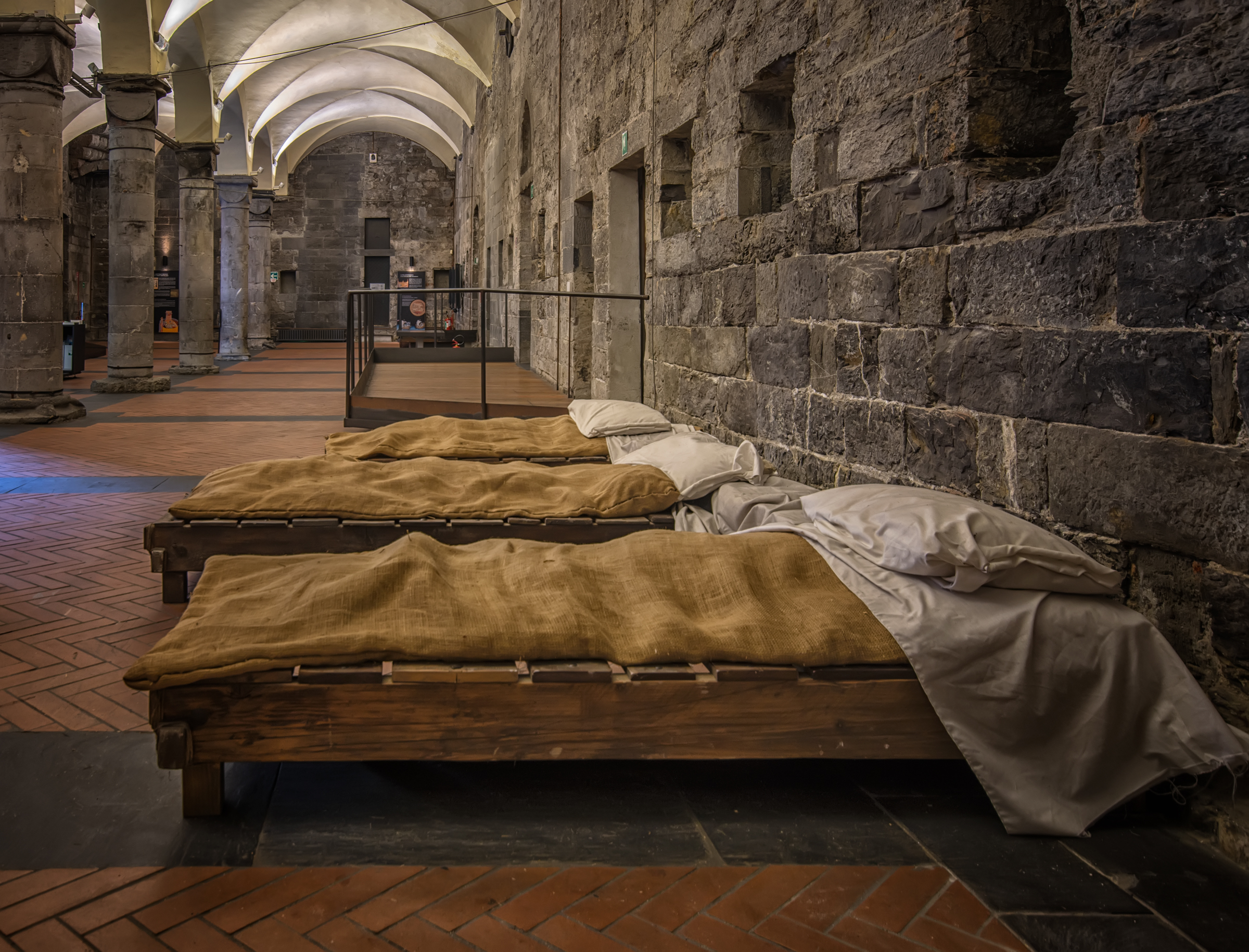
Locali dell’Hospitale della Commenda di San Giovanni di Pré a Genova.

### Le vie dei pellegrini
La diffusione degli ospedali in Europa comincia nell'Alto Medioevo in ambito cristiano con l'obiettivo principale di facilitare l'avvento dei pellegrini a Roma. In questo contesto, tra i più antichi ospedali d'Europa ancora operante è l'Ospedale di Santo Spirito in Sassia a Roma, le cui origini si possono indicare nell'VIII secolo, epoca della fondazione della Schola Saxonum nell'area di Borgo ad opera del sovrano sassone Ine del Wessex.
L'importanza nel Medioevo della vicinanza di una Schola (antesignana delle Università) ai centri di cura era la norma anche nel più circoscritto ambito laico, come nel caso della celebre Scuola medica salernitana, affermatasi qualche tempo più tardi, intorno al IX secolo. Alcune scuole chirurgiche medievali nacquero tuttavia lontano dalle Università, basandosi solo su pratiche empiriche: è il caso della Scuola chirurgica preciana dell'antica Abbazia di Sant'Eutizio. Comunque, tale contesto legato principalmente ai pellegrinaggi faceva degli Hospitali occidentali, ispirati dal principio di carità cristiana, generalmente delle strutture di ricovero in senso ampio, dove erano accolti tanto i viaggiatori sani che quelli malati bisognosi di assistenza medica: agli uni e gli altri veniva poi offerta anche la necessaria, in quel contesto storico, assistenza spirituale e religiosa. Strutture più piccole degli hospitali erano gli Xenodochi.
Con l'avvento dell'epoca delle Crociate in Terrasanta, tali strutture si ampliarono e videro il fiorire di diversi ordini religiosi che dell'"Ospitalità" fecero la loro attività principale. La storiografia moderna ritiene generalmente (e, in particolare, gli autori Darrel W. Amundsen e Walsh) che il ruolo della Chiesa vada rivalutato da principale "nemico della medicina" (in particolare, della chirurgia) ad un ruolo più attivo nel promuovere la medicina ed a non ostacolare la chirurgia. Nel Concilio di Clermont-Ferrand del 1130 si proibì a tutto il clero la pratica della medicina a scopo di lucro; mentre nei concili regionali di Clermont (1130) e di Reims (1131), fu approvato un canone, in seguito interamente accolto anche nel concilio ecumenico Lateranense II (1139), che vietava ai monaci di allontanarsi dai conventi, anche nelle attività di cura ospedaliera. Nella seconda parte del Medioevo, con lo sviluppo delle città tra il Mille e il 1200, a tali strutture religiose, spesso annesse ad un monastero e talvolta disposte proprio su grandi vie di comunicazione, terrestri (come sulla Via Francigena: esempi sono l'Ospedale della Precettoria di Sant'Antonio di Ranverso e Santa Maria della Scala a Siena) o marittime (come nel caso della Commenda di San Giovanni di Pré a Genova, caso notevole in questo campo nel XII secolo), si affiancarono anche strutture civili urbane.

### Le pestilenze e i lazzaretti
A seguito soprattutto della grande Pestilenza a metà del Trecento, nacque l'esigenza di aprire ulteriori strutture per l'isolamento degli appestati per prevenire il contagio tra la popolazione: i Lebbrosari. Per tali motivi, queste strutture sorsero tipicamente in aree extra-urbane. Il primo lazzaretto ad essere permanente in area europea sorse, tuttavia, solo un secolo più tardi: nel 1423 a Venezia, nel contesto della riforma ospedaliera del XV secolo. I lebbrosari decadranno nel corso del XVI secolo insieme alla scomparsa della lebbra: le stesse strutture saranno però spesso riconvertite per ospitare i malati di sifilide.

## La riforma del XV secolo

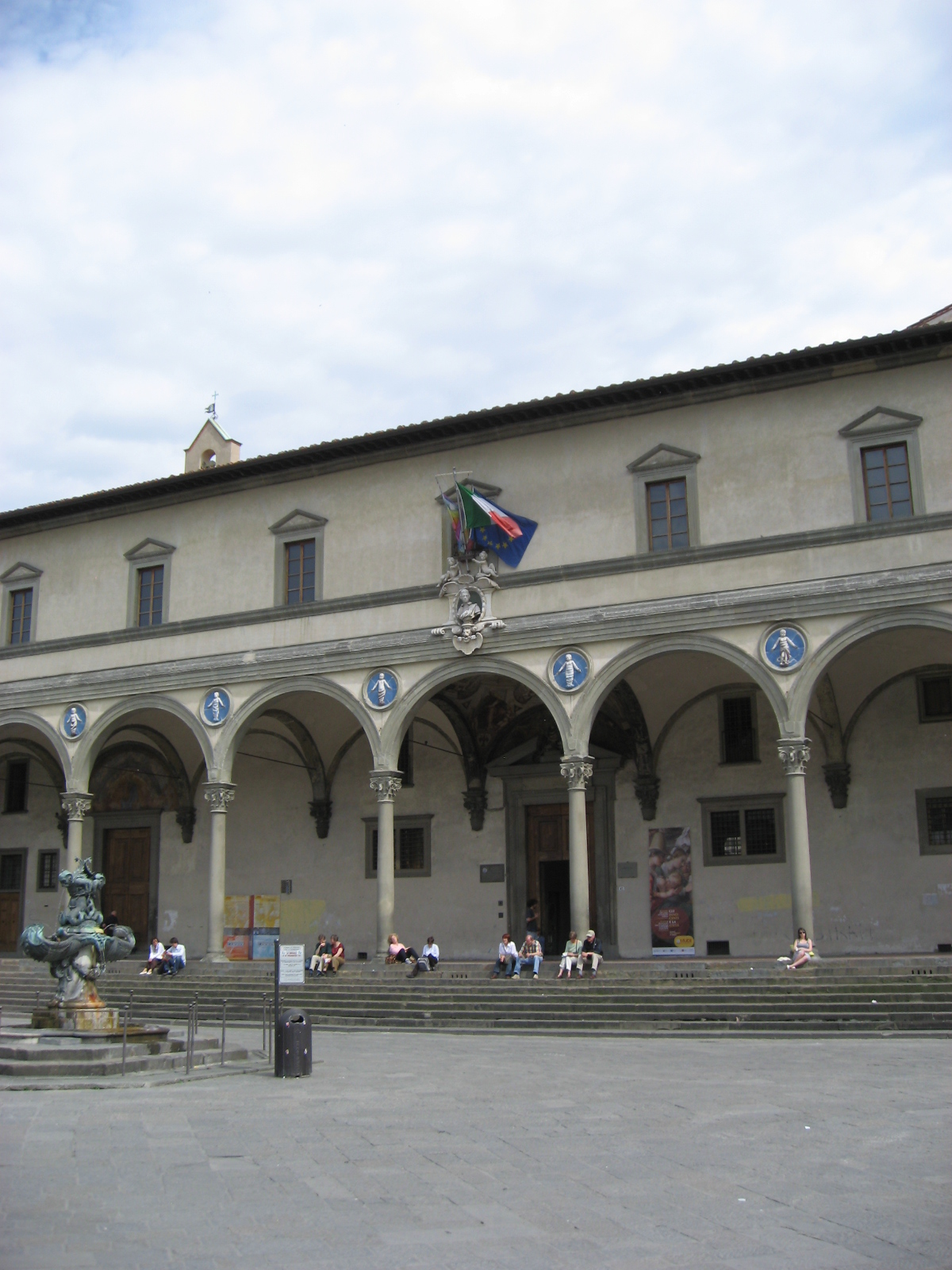
Lo Spedale degli Innocenti in piazza Santissima Annunziata a Firenze.

Dopo il periodo delle pestilenze della seconda metà del Trecento e ripreso lo sviluppo urbano all'arrivo del Rinascimento, si verificò una riforma nella rete ospedaliera (reformatione) nel corso del XV secolo: tale spinta di rinnovamento investì molte aree soprattutto del centro-nord Italia, in particolare in Lombardia e in Toscana, dove si inaugurarono diverse nuove strutture, in particolare lo Spedale degli Innocenti di Firenze, e con una spinta alla razionalizzazione delle attività ospedaliere, ad esempio nell'Ospedale Maggiore di Milano ad opera di Francesco Sforza. Tale riforma quattrocentesca fu motivata da emergenze sanitarie e sociali, come guerre e pestilenze, e, dopo l'Italia centro-settentrionale, fu poi seguita da altre aree europee in un secondo momento. Questa riforma definisce più chiaramente l'accettazione degli ospedali dei soli infirmi, a loro volta distinti in "curabili" e "incurabili", con una maggiore razionalizzazione negli obiettivi delle cure mediche e una limitazione dell'elemento della cura spirituale e religiosa, pur rimanendo comunque presenti.

## La rinascita ospedaliera nell'età della Controriforma

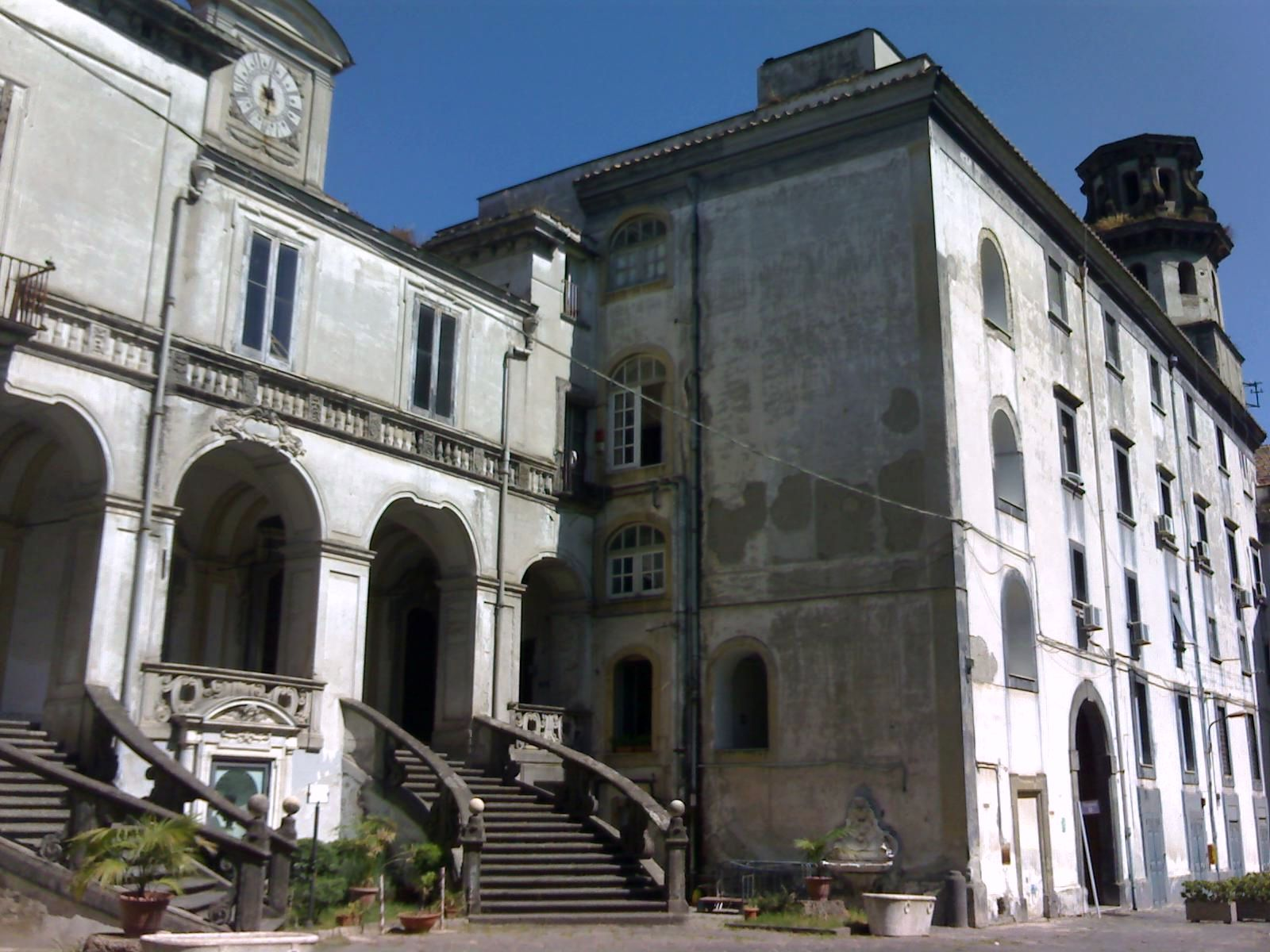
Il cinquecentesco complesso degli Incurabili a Napoli.

### La sifilide e gli ospedali degli "Incurabili"
Nel Cinquecento, la penisola italiana venne fustigata da diverse emergenze sanitarie associate alle numerose guerre dell'epoca: il verificarsi di tali guerre, combinato allo spirito tridentino di una maggiore attenzione alle necessità della popolazione (non disgiunta da quella un maggiore controllo sociale degli effetti del dilagare della povertà) videro in Italia una grande rinascita dell'ospedalità. In particolare, grande diffusione ebbero in tutta la penisola gli ospedali degli Incurabili nati per combattere il dilagare della Sifilide, una nuova malattia per il continente Europeo, portata in Italia forse dalle truppe di Carlo VIII (e per questo motivo chiamata all'epoca anche "mal francese" o "morbo gallico"): il primo sorse a Genova nel 1499 per iniziativa di Ettore Vernazza, che in rapida successione promosse diverse strutture analoghe in tutta la penisola, comprese Roma nel 1515 (dove ebbe sede il principale, ovvero l'Arcispedale di San Giacomo degli Incurabili, dove pochi anni dopo Camillo de Lellis fondò l'ordine dei Chierici regolari Ministri degli Infermi) e Napoli nel 1517 (il grande Complesso degli Incurabili). L'Arcispedale romano divenne famoso in ambito europeo per la "cura dell'acqua di legno", volta a lenire le piaghe della sifilide secondo i dettami del medico contemporaneo Girolamo Fracastoro, pioniere della moderna patologia: tale cura era gratuita ed ebbe una tale diffusione che i pazienti accorrevano da tutta Europa, mentre i romani erano solo il 4% del totale: tuttavia, proprio la pratica ospedaliera finì per riconoscere sperimentalmente la scarsa efficacia e infine l'abbandono di tale cura a metà del Seicento.

### Innovazioni ospedaliere

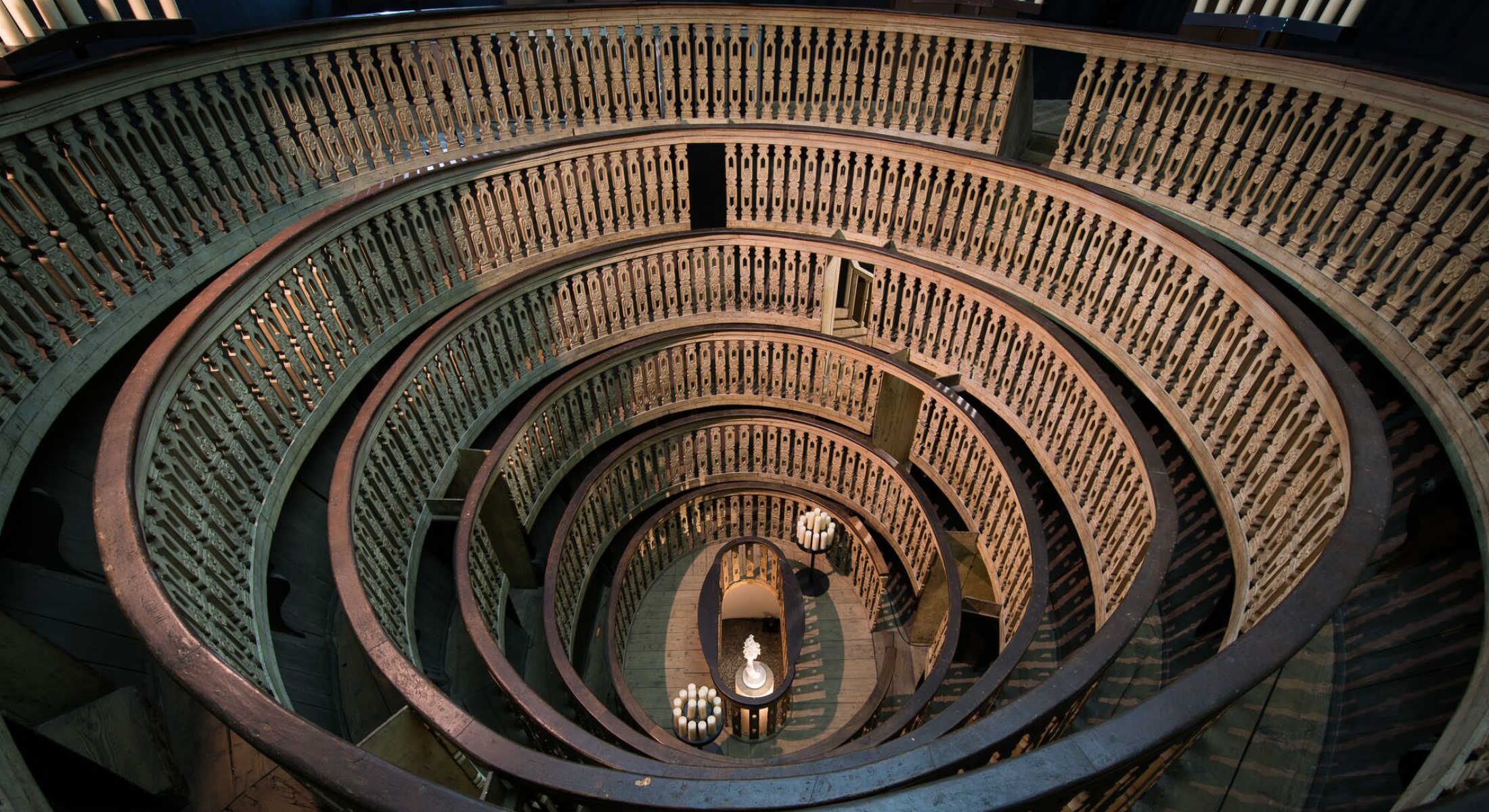
Teatro anatomico di Padova

L'introduzione degli ospedali degli Incurabili, e dunque la specializzazione dei grandi ospedali, venne considerata positivamente dai contemporanei nel contesto urbano rinascimentale. Infatti, viene introdotta la categoria di strutture per malattie croniche, che necessitano lunghe degenze e cure particolari, a differenza di quelle ordinarie, anche acute, ma che permettono permanenze limitate nel tempo, a loro volta distinte da quelle per malattie endemiche come i lazzaretti. Come già accadde nel Medioevo tuttavia, permanevano strutture con vari usi, a volte misti della cura delle malattie e luoghi di assistenza in senso più ampio (includendo anche brefotrofi, eccetera): nel resto della penisola, inclusa Roma, mantennero inoltre la tradizionale impostazione caritatevole, pur intensificandosi progressivamente l'attività chirurgica e medica parte dei notevoli progressi scientifici del secolo successivo. Ciascun ente di assistenza era tipicamente, come accadde fin dal Medioevo, associato ad un patrimonio fondiario ed immobiliare tale da garantirne l'indipendenza economica e dunque l'accesso alla popolazione. Pertanto, sorsero alcuni nuovi ordini con queste caratteristiche già del periodo precedente, ad esempio l'Ordine Mauriziano, fondato con bolla Pontificia del 16 settembre 1572. Si innovò anche l'insegnamento chirurgico: a fine secolo a Padova si inaugurò il primo teatro anatomico.

### Innovazioni chirurgiche

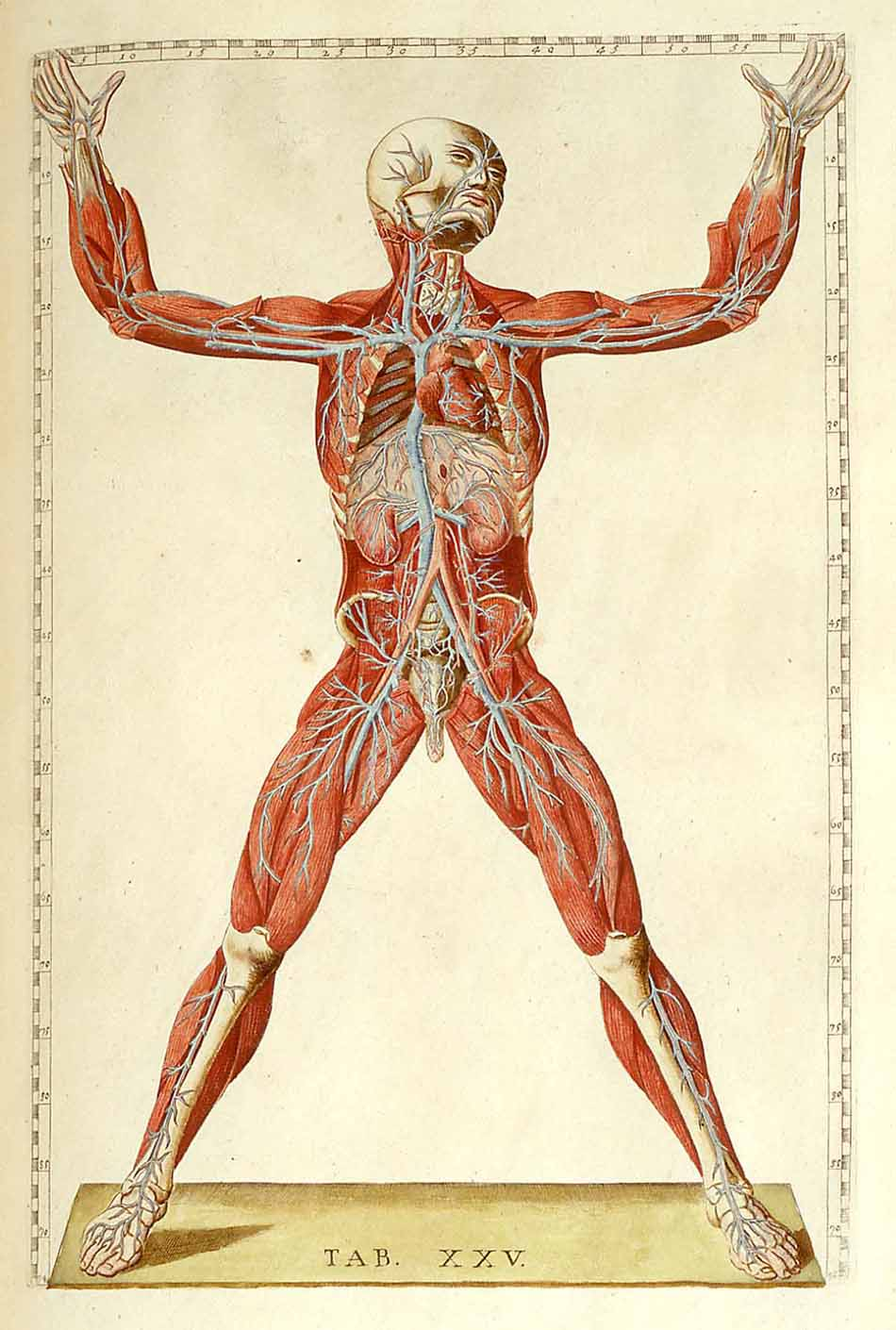
Tabulae anatomicae, tavola 25

L'estensione della rete di ospedali rese possibili progressi nella conoscenza scientifica all'interno dello stesso ambito ospedaliero stesso, tramite l'osservazione diretta: ad esempio Bartolomeo Eustachi, pioniere dell'anatomia attivo all'Ospedale di Santa Maria della Consolazione a Roma praticò dissezioni e autopsie. Lo stato delle sue conoscenze chirurgiche è testimoniata dalle sue Tabulae anatomicae del 1552 (pubblicate solo nel 1714).

## Innovazioni chirurgiche del XVII secolo
Nel XVII secolo la "Rivoluzione scientifica" investì anche la chirurgia. L'utilizzo del microscopio, inventato in Olanda e perfezionato da Galileo, portò nel corso del secolo a numerose scoperte anatomiche da parte di medici come Marcello Malpighi (che identificò i capillari sanguigni e osservò i globuli rossi), Giovanni Maria Lancisi e altri: il microscopio venne usato anche in ambito clinico, ad esempio per effettuare autopsie.

## Periodo napoleonico
Nel 1807, durante l'annessione dell'Italia all'Impero francese napoleonico, in cui si soppressero gli ordini religiosi (compresi quelli dediti ad attività ospedaliere), si crearono le Congregazioni di Carità. Tali istituzioni laiche continuarono la propria esistenza anche dopo la caduta di Napoleone, accanto alle ricostituite opere pie.

## La Restaurazione
Il periodo della Restaurazione vide la ricostituzione degli ordini religiosi tradizionali, compresi quelli attivi nell'ospedalità nel periodo precedente. La penisola fu flagellata in particolare dall'epidemia di colera negli anni 1835-1836: da questo periodo, gli ospedali smisero di essere anche luogo di sepoltura, recependo l'uso francese dei cimiteri extraurbani. Iniziò inoltre l'uso della vaccinazione tra la popolazione: pioniere di questa pratica in Italia fu Luigi Sacco, che fu poi primario dell'ospedale maggiore di Milano, seguito da altri, come Giuseppe De Matthaeis, archiatra ponfiticio, eccetera.

## Il periodo post-unitario
A seguito dell'Unità d'Italia, nel 1888 nasce a Roma la Direzione Generale della Sanità pubblica (che rimarrà attiva fino al 1945) con il regio decreto n. 4707 del 3 luglio 1887 inquadrata presso il Ministero dell'interno. Dopo poco tempo, fu emanata la legge n. 6972 del 17 luglio 1890 (detta a volte "Legge Crispi") che istituì le IPAB (Istituti di Pubblica Assistenza e Beneficenza), stabilendo la differenza tra gli ospedali veri e propri e gli enti di assistenza di altro tipo (orfanotrofi, ospizi, ecc.).
Se l'avvento della Rivoluzione industriale porta a diversi cambiamenti della società, compresa la migrazione dalle campagne alle città, continua l'opera di privati facoltosi, nobili delle famiglie tradizionali così come di borghesi legati alle nuove attività, nella fondazione e nel sostegno di opere di assistenza sociale e anche di ospitalità in senso stretto, accanto alle tradizionali attività ospedaliere di tipo religioso. In Piemonte molte attività vengono svolte dai "santi sociali" (come Don Bosco, Leonardo Murialdo o Giuseppe Cottolengo, fondatore della Società dei sacerdoti di San Giuseppe Benedetto Cottolengo), ma anche dai "santi laici" come la marchesa Giulia di Barolo. Nell'Italia nord-orientale - in buona parte ancora sotto l'Impero austro-ungarico - emerge la figura di Luigi Scrosoppi, promotore di ospedali anche nelle valli più periferiche. A Roma, dove la tradizione di ospitalità era la più antica e patrimonializzata grazie ad una tradizione millenaria di lasciti e donazioni particolarmente consistenti (Spedalità romane), con regio decreto nel 1896 si accentrò l'immenso patrimonio ospedaliero di tutti i diversi ospedali romani in un unico ente: il Pio Istituto di Santo Spirito e Ospedali Riuniti, che divenne così il più grande d'Europa.
L'architettura ospedaliera delle nuove strutture segue anche in Italia le nuove tendenze, nate a partire da metà Ottocento, di costruire strutture suddivise in reparti e non più secondo il modello di derivazione conventuale con grandi spazi comuni, tipicamente grandi gallerie. Esempi di queste nuove strutture nascono in vari luoghi (ad es. il nuovo edificio dell'ospedale Mauriziano a Torino nel 1883).

## Durante il Fascismo
Il Fascismo introdusse delle forme di assistenza specializzata a seconda di categorie di individui (ad esempio si crearono istituti per sordomuti, per giovani, per invalidi di guerra, ecc.): il primo istituto di questo tipo ad essere creato è l'Opera Nazionale per la Protezione della Maternità e dell'Infanzia, istituito con legge 2277 del 10 dicembre 1925. Nel 1937 con legge n. 847 del 3 giugno vennero soppresse le Congregazioni di Carità, rimpiazzate dagli Enti comunali di assistenza, divenuti così obbligatori in ogni comune.
Con il D.L. n. 2055 del 27 ottobre 1927, il Consorzio antitubercolare istituì dell'assicurazione antitubercolare obbligatoria per i lavoratori dipendenti e avviò contestualmente l'opera dispensariale e la costruzione della rete sanatoriale italiana.

## Il Dopoguerra
Nessuno può essere obbligato a un determinato trattamento sanitario se non per disposizione di legge. La legge non può in nessun caso violare i limiti imposti dal rispetto della persona umana.»
(Costituzione della Repubblica italiana, articolo 32.)
Con la nascita della Repubblica Italiana, la nuova Costituzione del 1948 riporta nell'art. 32 la tutela della salute inteso come diritto inalienabile universale, cioè di tutti i cittadini, e allo stesso tempo di interesse della collettività: inoltre, vengono assicurate esplicitamente le cure gratuite agli indigenti.
La legge 13 marzo 1958, n. 296 - emanata durante il Governo Zoli - istituì per la prima volta in Italia il Ministero della sanità, scorporando finalmente l'ACIS (Alto Commissariato per Igiene e la Salute pubblica) dal Ministero dell'interno. Con la legge 12 febbraio 1968 n. 132 (la cosiddetta "legge Mariotti", dal nome del ministro Luigi Mariotti) fu riformato il sistema degli ospedali, fino ad allora per lo più gestiti da enti di assistenza e beneficenza, trasformandoli in enti pubblici ("enti ospedalieri") e disciplinandone l'organizzazione, la classificazione in categorie, le funzioni nell'ambito della programmazione nazionale e regionale ed il finanziamento.

## La nascita del Servizio Sanitario Nazionale
Il SSN viene istituito con legge italiana n. 833 del 23 dicembre 1978, entrata in vigore nel 1980. Con l'abolizione del precedente sistema mutualistico, il concetto di salute da bene universale e gratuito (e quindi diritto per l'autonomia) è progressivamente mutato in quello di bene necessario per l'equità verso i poveri (ovvero, una concessione), piuttosto che come un diritto universale rivolto a tutti quelli i presenti nella società.
La figura del medico condotto viene sostituito da quella del medico di base.

## Riforma del 2001: maggior ruolo delle regioni
Nel 2001, la riforma del Titolo V della Costituzione prevede la delega alle Regioni dell'organizzazione dei servizi sanitari. In questo quadro, acquistano maggiore ruolo anche gli ospedali privati. 
La legge del 27 dicembre 2002, n.289 "Disposizioni per la formazione del bilancio annuale e pluriennale dello Stato" (legge finanziaria 2003), permette la privatizzazione del patrimonio immobiliare degli enti pubblici, compresi i "beni immobili delle aziende sanitarie locali e delle aziende ospedaliere. I predetti beni immobili sono trasferiti a titolo oneroso dagli enti proprietari ai rispettivi enti territoriali di riferimento".